# Бандуррия
Банду́ррия (исп. bandurria из греч. pandoura — трёхструнная цистра) — щипковый музыкальный инструмент, похожий на мандолину, используемый в народной музыке Испании. Характерный приём звукоизвлечения — тремоло.
До XVI века мандорa (в Испании — mandurria, bandurria, al maduar; во Франции — mandoire, mandore) и бандуррия имели общую историю. В XVIII веке появилась барочная бандуррия с плоским корпусом, с пятью парными струнами, настроенными в кварту. Оригинальные инструменты средневековья были трехструнными. Во время ренессанса была добавлена 4 струна. В период барокко — 10 струн (5 попарно). В современном инструменте 6 парных струн, настроенных в унисон.